# L'Évadé (roman)
Pour les articles homonymes, voir L'Évadé (homonymie).
L'Évadé est un roman policier de Georges Simenon, paru en 1936.

## Résumé
Professeur respectable et respecté au lycée de La Rochelle, où il enseigne l'allemand depuis dix-huit ans, Jean-Paul Guillaume va scandaliser ses proches par un comportement étrange, qui coïncide avec la venue dans la ville de Mado, la nouvelle manucure d'un salon de coiffure. Mis en « congé de maladie » pour trois jours, Guillaume passe son temps à boire des pernods dans les cafés et à se souvenir... 
En 1905, à Paris, sous son vrai nom de Georges Vaillant, il a eu pour amie une prostituée, qui n'est autre que Mado. Le hasard les ayant privés de ressources, il a commis un meurtre. Condamné à dix ans de travaux forcés, il s'évade de Guyane après deux ans de bagne, grâce à l'aide financière de Mado. Celle-ci lui procure de faux papiers au nom de Jean-Paul Guillaume ; comme elle ne peut lui fournir de l'argent, J.-P. G. la quitte en emportant ses bagues qu'il vend pour 2 000 francs. La présence de Mado à La Rochelle effraie J.-P. G. et l'excite tout à la fois. Pour se libérer de sa dette passée, il prélève 2 000 francs sur le compte conjugal et les fait parvenir à Mado. Celle-ci, qui n'a pas reconnu son ancien amant, refuse l'argent. L'attitude bizarre de J.-P. G. entraîne une crise familiale et suscite les commentaires des notables de la ville. Grâce à un concours de circonstances, ils découvrent que l'identité de J.-P. G. est fausse. Prévenu par son fils Antoine, l'ex-professeur prend la fuite en emportant les économies de ses enfants. À Paris, il cherche vainement de faux papiers. Alors, il se laisse gagner par la folie : il se déshabille au milieu d'un dancing. Emmené par la police, il ne connaîtra plus que la chambre ripolinée de l'asile.

## Aspects particuliers du roman
Roman de la marginalité camouflée sous l’existence honorable d’un homme que son passé réinvestit pour lui faire franchir l’écart qui le conduit à la chute. 

## Fiche signalétique de l'ouvrage

### Cadre spatio-temporel

#### Espace
La Rochelle. Paris. Référence à Liège (lors de l’Exposition universelle de 1905). 

#### Temps
Époque contemporaine.

### Les personnages

#### Personnage principal
Georges Vaillant, alias Jean-Paul Guillaume, dit J.-P. G.. Professeur au lycée de La Rochelle (il est polyglotte), après avoir été autrefois rabatteur pour une organisation de jeux clandestins. Marié, deux enfants. La cinquantaine.

#### Autres personnages
- Jeanne Lamarck, fille d’un colonel d’intendance, épouse de J.-P. G.
- Hélène, fille de J.-P. G., 16 ans
- Antoine, fils de J.-P. G., dont il est l’élève, 15 ans
- Mme Mado, manucure parisienne, originaire d’Orléans, environ 50 ans.

## Éditions
- Préoriginale en feuilleton dans le quotidien Le Journal, du 6 janvier au 4 février 1935
- Édition originale : Gallimard, 1936
- Tout Simenon, tome 19, Omnibus, 2003  (ISBN 978-2-258-06104-0)
- Folio Policier n° 397, 2005  (ISBN 978-2-07-031947-3)
- Romans durs, tome 2, Omnibus, 2012  (ISBN 978-2-258-09356-0)
- Romans durs, tome 2, Omnibus, 2023  (ISBN 978-2-258-20259-7)

## Source
- Maurice Piron, Michel Lemoine, L'Univers de Simenon, guide des romans et nouvelles (1931-1972) de Georges Simenon, Presses de la Cité, 1983, p. 46-47  (ISBN 978-2-258-01152-6)